# 조치원 봉산영당
조치원 봉산영당(鳥致院 鳳山影堂)은 세종특별자치시 조치원읍에 있는, 조선 세종 때의 문신 제정공 최용소 영정을 모신 곳이다. 2012년 12월 31일 세종특별자치시의 문화재자료 제5호로 지정되었다.

## 개요
조선 세종 때의 문신 제정공 최용소 영정을 모신 곳으로, 이 영정은 명황제 숭조가 화공을 시켜 그려 보낸 것이라고 한다.
최용소는 고려말∼조선초의 문신으로 태조 3년(1394)에 회례사(回禮使)로 일본 구주(九州)에 파견되어 양국의 우호를 도모하자는 국서를 전하고, 피로인 570여 명을 대동하고 귀국하였다. 그는 성품이 청백하면서도 절개가 굳고 언행이 정중하였으며, 일찍이 명나라의 건축을 감독하고 명성을 얻기도 하였다. 시호는 제정(齊貞)이다.

## 같이 보기
- 최용소

## 참고 자료
- 조치원 봉산영당 - 국가유산청 국가유산포털
- 조치원 봉산영당 - 세종특별자치시 문화/관광